# Othresypna ochreimarginalis
Othresypna ochreimarginalis är en fjärilsart som beskrevs av Embrik Strand 1919. Othresypna ochreimarginalis ingår i släktet Othresypna och familjen nattflyn. Inga underarter finns listade i Catalogue of Life.